# Kościół Chrześcijan Dnia Sobotniego
Kościół Chrześcijan Dnia Sobotniego – protestancki związek wyznaniowy podkreślający wyjątkowość Pisma Świętego jako jedynej autorytatywnej zasady wiary (sola scriptura) oraz święcący dzień sobotni. W Polsce został wpisany do rejestru kościołów i innych związków wyznaniowych pod nr 5. Sekretarzem Kościoła jest pastor Marek Hoffmann, siedzibą władz Kościoła miasto Bielsko-Biała. W 2024 roku w Polsce Kościół liczył 329 wiernych i 50 duchownych w 17 zborach.

## Historia
Swoich korzeni Kościół dopatruje się w ruchach święcących sobotę w różnych okresach ery chrześcijańskiej. Przykładem są tu baptyści dnia siódmego. Choć z teologicznego punktu widzenia chrześcijanie dnia sobotniego nie mają obecnie wiele wspólnego z adwentyzmem, to jednak historyczne powiązania są niezaprzeczalne. Powstał wskutek rozłamu, do jakiego doszło w latach 1931–1933 w łonie polskiej Unii Zborów Adwentystów Dnia Siódmego.

### Ruch protestu
Na przełomie lat 1932 i 1933 w zborze adwentystów w Bydgoszczy rozpoczął się ruch protestu, na czele którego stanęli Alfred i Paweł Kube (stąd powstało też pogardliwe określenie „kubowcy”). Wcześniej byli oni członkami władz centralnych Unii Zborów Adwentystów Dnia Siódmego. Na początku protest wiązał się z upadkiem moralności, marnotrawieniem pieniędzy i ograniczaniem autonomii lokalnego zboru. W wyniku rosnącego napięcia zbór bydgoski ogłosił się zborem niezależnym. Z ruchem tym solidaryzowało się ok. 20% adwentystów spośród 5000 członków społeczności adwentystycznej. Ostatecznie w miarę przybierania przez nowy ruch coraz wyraźniejszych kształtów organizacyjnych i kształtowania się jego odrębności poparło go ok. 500 osób. Na początku nie były podnoszone kwestie doktrynalne, a jedynie chodziło o większą autonomię dla zborów i większy wpływ na sprawy wewnętrzne Kościoła. Czołowym przywódcą wyłonionej nowej wspólnoty był Alfred Kube z Bydgoszczy, który był też przeciwny uznawaniu Ellen White za prorokinię.

### Autonomiczne Zbory Adwentystów Dnia Siódmego
W sierpniu 1933 na zjeździe w Bielsku, a później w Tomaszowie Mazowieckim, ruch protestu przyjął nazwę Autonomiczne Zbory Adwentystów Dnia Siódmego. Ruch, który powstał jako spontaniczny protest przeciw nadużyciom, ograniczeniom wolności zborowej i upadku moralności wśród przywódców, przybrał kształty odrębnej społeczności wyznaniowej. Z biegiem kolejnych lat zaczęto też coraz mocniej podważać niektóre doktryny adwentyzmu. W przyjętej nazwie bardzo mocno była podkreślona autonomia zborowa, która w adwentyzmie była ograniczana. Od października 1933 zaczęto wydawać własne pismo pt. „Zwiastun Adwentowy”. Ustalono także pierwsze zasady wiary oraz zaczęto nawiązywać kontakty zagraniczne.

### Zjednoczeni Ewangeliczni Chrześcijanie Dnia Siódmego
W sierpniu 1936 chcąc całkowicie uniezależnić się od adwentyzmu przyjęto nową nazwę Zjednoczonych Ewangelicznych Chrześcijan Dnia Siódmego. Nowe określenie w nazwie – zamiast adwentyści – chrześcijanie, miało być oznaką przynależności do Jezusa Chrystusa, nie zaś do adwentystycznej tradycji religijnej. Jednak nie wszyscy zaakceptowali nową nazwę. Paweł Kube i jego zwolennicy pozostali przy dotychczasowej nazwie. Wiązało się to także z innymi poglądami na kwestię Tysiącletniego Królestwa, powrotu Izraela do Ziemi Obiecanej i ważności wszystkich świąt biblijnych. Trudności te pokonano w latach 1938/1939 odwołując się do tolerancji i autonomii. Zbory podjęły współpracę, a społeczność się rozwijała aż do wybuchu we wrześniu 1939 r. II wojny światowej. W okresie przedwojennym społeczność była zaledwie tolerowana. W czasie wojny natomiast niektórych dotknęły wysiedlenia, roboty przymusowe czy uwięzienie. Po wojnie w 1949 r. miał miejsce I Zjazd Krajowy dając podwaliny obecnej organizacji.

### Kościół Chrześcijan Dnia Sobotniego
W 1961 roku nastąpiła zmiana nazwy na obecną i regulacja prawna Kościoła w PRL na podstawie prawa o stowarzyszeniach. Od roku 1977 siedziba Kościoła znajduje się w Bielsku-Białej. W roku 1984 Kościół przystąpił do Światowej Federacji Baptystów Dnia Siódmego. W roku 1989 zbór w Brennej wraz z kilkoma innymi, dążąc do przywrócenia autonomii na bazie której wyrosła ta społeczność w latach 30. XX wieku, odłączyły się od KChDS tworząc nową społeczność o nazwie Zbory Boże Chrześcijan Dnia Siódmego. Zbór w Brennej później powrócił, jednak nowa społeczność rozwinęła się i nadal funkcjonuje.

## Nauka
Kościół wyróżnia się doktryną posiadającą elementy wspólne z ewangelikalnym chrześcijaństwem – Biblia jedyną regułą wiary, usprawiedliwienie grzesznika z łaski, nowonarodzenie, Jezus jedynym pośrednikiem między Bogiem a ludźmi, spowiedź jako indywidualna modlitwa pokutna do Boga, chrzest na wyznanie wiary przez zanurzenie, ewangelizacja, widzialny powrót Chrystusa, odrzucanie kultu obrazów i świętych. Od ewangelikalizmu różnią go m.in. następujące cechy:
- antytrynitaryzm – Duch Święty nie jest osobą, lecz mocą pochodzącą od Ojca i Syna
- szabat – dzień sobotni jest dniem odpoczynku dla chrześcijan, pobłogosławionym i uświęconym przez Boga, nieprzemijającym w czasie; zachowywać go należy od zachodu słońca w piątek, do zachodu słońca w sobotę
- dieta – chrześcijanie dnia sobotniego nie spożywają pokarmów nieczystych (m.in. mięsa wieprzowego) oraz krwi, nie używają tytoniu i narkotyków
- śmiertelność duszy (kondycjonalizm) – zmarli pozostają w nieświadomym stanie aż do chwili zmartwychwstania
- umywanie nóg przed Wieczerzą Pańską

### Różnice z Kościołem Adwentystów Dnia Siódmego
Kościół odrzuca większość elementów tradycji millerowskiej, z której się wywodzi, nazywając ją „złym początkiem złych doktryn”. Nie uznaje żadnych natchnionych tekstów poza Biblią, odrzuca Ellen G. White jako proroka oraz system organizacyjny właściwy kościołom adwentystycznym. Nie uważa diety wegetariańskiej za mającą wpływ na uświęcenie człowieka, ale głosi jednocześnie, że dieta biblijna zakładająca w jego opinii m.in. zakaz spożywania krwi oraz zwierząt nieczystych (11 rozdział Trzeciej Księgi Mojżeszowej) obowiązuje również chrześcijan. Chrześcijanom dnia sobotniego wolno jest spożywać alkohol w małych ilościach, używają go też do Wieczerzy Pańskiej. Poza tym odrzuca się wiarę w tzw. „późny deszcz”, tj. jeszcze jedno wylanie Ducha Świętego na Kościół w przyszłości, uważając iż Pięćdziesiątnica była zjawiskiem jednorazowym.
Poważne różnice między Kościołem Adwentystów Dnia Siódmego a Kościołem Chrześcijan Dnia Sobotniego dotyczą interpretacji biblijnej Księgi Daniela. Chrześcijanie Dnia Sobotniego uważają, iż proroctwo o 2300 wieczorach i porankach dotyczy Antiocha IV Epifanesa i okresu międzytestamentalnego. Adwentyści dopatrują się w nim daty rozpoczęcia tzw. sądu śledczego, wyznaczonej na październik 1844 r. jako ostatniej fazy zbawienia ludzkości przez Chrystusa. Kościół Chrześcijan Dnia Sobotniego uważa, że zbawienie i pojednanie człowieka z Bogiem miało miejsce na krzyżu i nie jest kontynuowane obecnie w niebie. Adwentyści umiejscawiają sąd śledczy w „świątyni niebieskiej”, której odbiciem był przybytek na puszczy zbudowany za dni wędrówki Izraela z Egiptu do ziemi obiecanej. Chrześcijanie Dnia Sobotniego odrzucają wiarę w tzw. ostateczne pojednanie, istnienie dosłownej świątyni oraz jej oczyszczenia.
Drugim istotnym punktem spornym jest interpretacja Objawienia św. Jana. Kościół Adwentystów Dnia Siódmego stoi na stanowisku, iż od 1844 r. ludzkość żyje w „czasie końca”, któremu towarzyszy głoszenie ostatniego ostrzeżenia, tzw. poselstwa trójanielskiego z 14 rozdziału Objawienia. Chrześcijanie Dnia Sobotniego odrzucają ten pogląd, przy czym podtrzymują ważniejsze wyróżniki eschatologii adwentystycznej, m.in. wiarę w Tysiącletnie Królestwo mające panować w niebie, podczas którego ziemia będzie niezaludniona.

## Kościół w Polsce

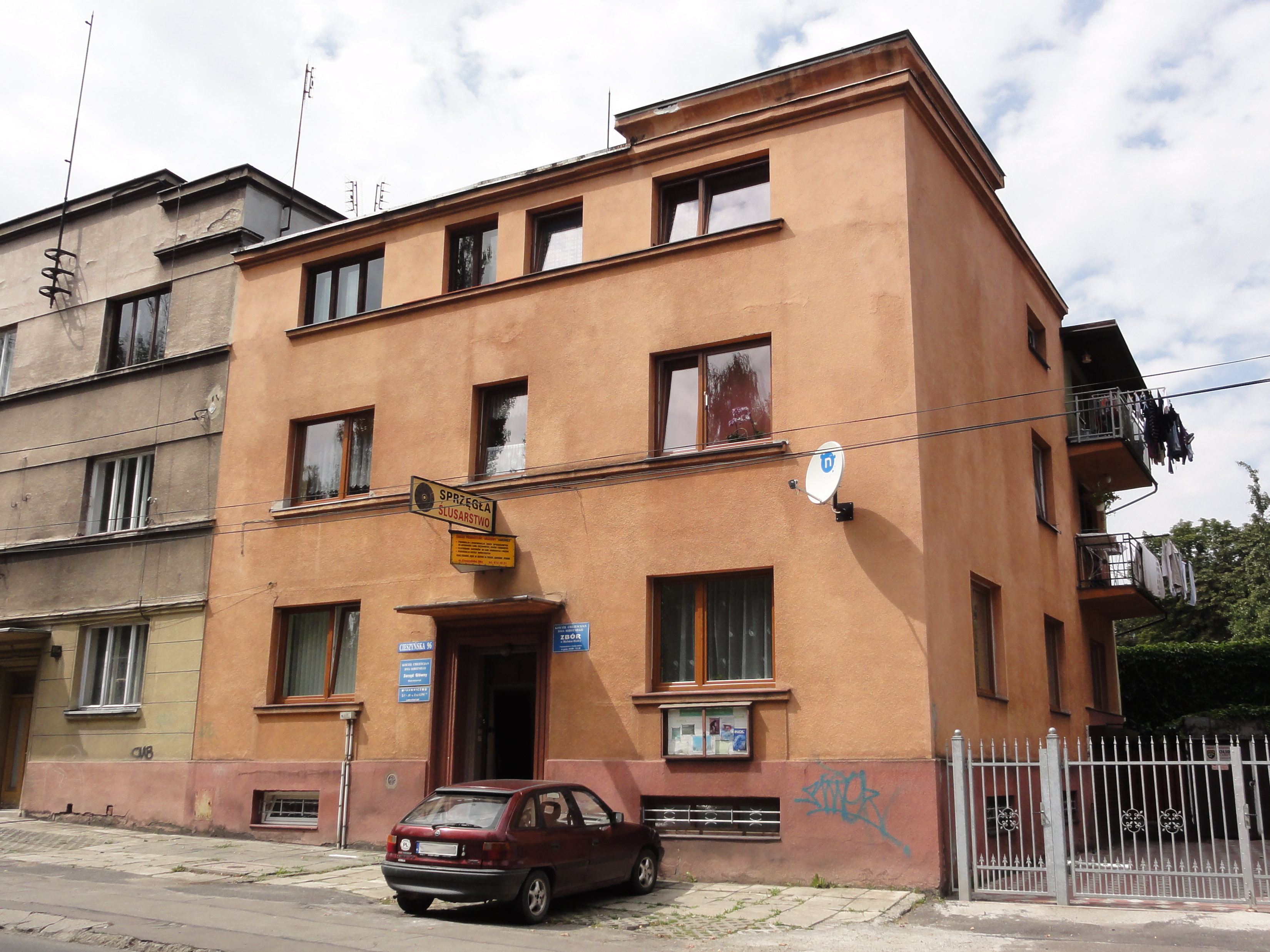
Zbór w Bielsku-Białej

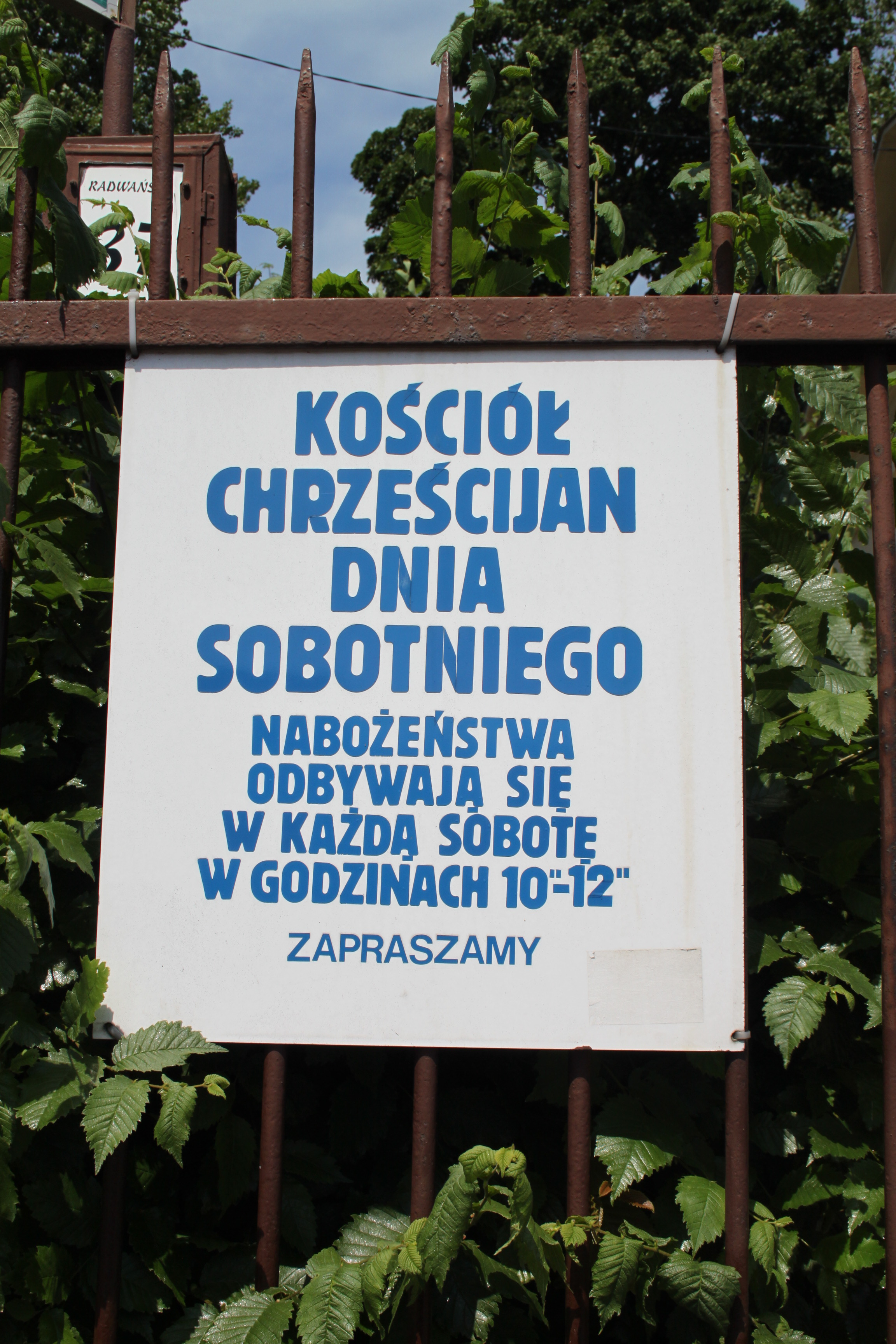
Tablica informacyjna przy zborze przy ul. Radwańskiej 37 w Łodzi

Kościół Chrześcijan Dnia Sobotniego w Polsce został zarejestrowany 19 stycznia 1961 roku decyzją Urzędu do Spraw Wyznań. 1 lutego 1990 Kościół został wpisany do rejestru kościołów i innych związków wyznaniowych MSWiA w dziale A, pod numerem 4. Siedziba Kościoła mieści się w Bielsku-Białej przy ul. Cieszyńskiej 96.
Kościół Chrześcijan Dnia Sobotniego w Polsce w 2024 liczył 329 wiernych zrzeszonych w ramach 17 zborów (m.in. Andrychów, Bielsko-Biała, Brenna, Bydgoszcz, Czeladź, Górki Małe, Łódź, Poddębice, Połczyn-Zdrój, Szczecin, Tomaszów Mazowiecki, Wąbrzeźno, Wrocław, Zduńska Wola, Żory) oraz kilku placówek. Posiada wydawnictwo „Duch Czasów” oferujące książki o tematyce biblijno-wyznaniowej (również kreacjonistycznej), podręczniki, kalendarze, plakaty, ulotki, śpiewniki, nagrania muzyczne i nabożeństw zborowych. Wydawany jest kwartalnik „Duch Czasów” oraz rocznik „Lekcje Biblijne”. Kościół prowadzi także Ośrodek Kształcenia Biblijnego proponujący m.in. bezpłatne Korespondencyjne Kursy Biblijne, Zaoczny Kurs Ewangelistów Zborowych oraz Średni Kurs Biblijny. W roku 1986 został wydany własny śpiewnik do użytku zborowego pt. Śpiewajmy Radośnie Panu, zawierający 618 pieśni.

### Statystyki

#### Dane według statystycznych ankiet wyznaniowych
| Rok  | Liczba wiernych | Liczba zborów | Liczba domów modlitwy | Liczba duchownych |
| ---- | --------------- | ------------- | --------------------- | ----------------- |
| 1989 | 528             | 31            | 7                     | 21                |
| 1990 | 338             | 20            | 7                     | 19                |
| 1991 | 362             | 19            | 5                     | 6                 |
| 1992 | 270             | 17            | 5                     | 11                |
| 1994 | 413             | 17            | 7                     | 15                |
| 1995 | 280             | 20            | 7                     | 10                |
| 1996 | 268             | 21            | 7                     | 10                |
| 2004 | 450             | 24            | 18                    | 40                |
| 2005 | 460             | 24            | 18                    | 40                |
| 2006 | 465             | 23            | 18                    | 40                |
| 2007 | 456             | 23            | 18                    | 40                |
| 2008 | 466             | 23            | 18                    | 40                |
| 2011 | 479             | 24            | 18                    | 40                |
| 2012 | 479             | 24            | 18                    | 40                |
| 2013 | 480             | 24            | 18                    | 40                |
| 2014 | 489             | 22            | 18                    | 42                |
| 2015 | 505             | 21            | 18                    | 44                |
| 2016 | 505             | 21            | 18                    | 44                |
| 2017 | 517             | 21            | 18                    | 44                |
| 2018 | 512             | 25            | 20                    | 43                |
| 2019 | 508             | 21            | 18                    | 30                |
| 2020 | 314             | 25            | 16                    | 46                |
| 2021 | 321             | 26            | 16                    | 46                |
| 2022 | 319             | 26            |                       | 46                |
| 2023 | 329             | 26            |                       | 50                |
| 2024 | 329             | 26            |                       | 50                |

#### Dane według wyników spisów powszechnych
| Spis powszechny               | Liczba deklaracji |
| ----------------------------- | ----------------- |
| Narodowy Spis Powszechny 2011 | 241               |
| Narodowy Spis Powszechny 2021 | 249               |

## Federacja Kościołów Chrześcijan Dnia Sobotniego
Kościół Chrześcijan Dnia Sobotniego organizacyjnie jest społecznością działającą jedynie na terenie Polski. Mimo to również w innych krajach istnieją niezależne Kościoły Chrześcijan Dnia Sobotniego o tym samym nauczaniu i podobnej historii. W celu ich zjednoczenia powołana została w 1994 r. Federacja Kościołów Chrześcijan Dnia Sobotniego, do której, oprócz Kościoła Chrześcijan Dnia Sobotniego w Polsce, przystąpiły:
NiemcyChristliche Kirchengemeinde (des siebenten Tages)Wspólnota zrzeszająca Chrześcijan Dnia Sobotniego na obszarze Niemiec. Historia tej społeczności sięga roku 1958, kiedy to wskutek przesiedleń członków Kościoła Chrześcijan Dnia Sobotniego powstał pierwszy zbór tego Kościoła w Senden. Największy rozkwit wspólnota przeżywała w latach 70. i 80. XX wieku, kiedy to siedziba zboru przeniesiona została do Münster. W 1994 r. Kościół został zarejestrowany pod obecną nazwą oraz przystąpił do Światowej Federacji Kościołów Chrześcijan Dnia Sobotniego.
UkrainaZbory Boże Kościoła Chrześcijan Dnia Sobotniego na Ukrainie
MołdawiaZbory Boże Kościoła Chrześcijan Dnia Sobotniego w Mołdawii
DaniaKościół Chrześcijan Dnia Sobotniego w Danii
SerbiaKościół Chrześcijan Dnia Sobotniego w Serbii
poza FederacjąIstnieją również społeczności Chrześcijan Dnia Sobotniego, które nie są członkami Federacji, m.in. Społeczność Chrześcijan Sobotniego Dnia w Czechach.